# Fratrovci
Fratrovci is een plaats in de gemeente Bosiljevo in de Kroatische provincie Karlovac. De plaats telt 47 inwoners (2001).